# I'm with Cupid
I'm With Cupid, llamado Apoyo a Cupido en España y Me acompaña Cupido en Hispanoamérica, es el decimocuarto episodio de la décima temporada de la serie animada Los Simpson, emitido originalmente el 14 de febrero de 1999. El episodio fue escrito por Dan Greaney y dirigido por Bob Anderson. Elton John fue la estrella invitada.

## Sinopsis
Todo comienza cuando Apu y su esposa, Manjula, invitan a Homer y a Marge a su casa para cenar. Durante la cena, Apu y Manjula comienzan a pelear, luego de que Marge le menciona a Manjula que Apu era en verdad adicto al trabajo, ya que este le había dicho que en Estados Unidos los hombres pasaban horas en el trabajo apenas viendo a sus familias. Faltaba una semana para el Día de San Valentín, y Apu le dice a Homer que se siente desilusionado, ya que Manjula no lo ama; sin embargo, este lo tranquiliza, diciéndole que ella no lo dejará hasta el Día de San Valentín. Apu decide sorprender a Manjula con muchas cosas románticas para volver a ganar su amor. Sin embargo, aunque muchas de las sorpresas de Apu sirven para arreglar su matrimonio, arruinan las relaciones de otras personas, haciéndoles sentir inferiores. El resto de las mujeres de Springfield se ponen celosas de Manjula, y descubren que sus esposos no les dan jamás ningún regalo. En la taberna de Moe, muchos hombres de Springfield intentan evitar que Apu siga regocijando a Manjula para arreglar ellos sus propios matrimonios.
En el día de San Valentín, Homer, el jefe Wiggum, el Dr. Hibbert, Moe y Ned Flanders (quien es pronto expulsado del grupo por sugerir que deberían emplear su tiempo en ser más románticos con sus esposas en lugar de tratar de arruinar a Apu) investigan qué está haciendo Apu, para así poder detenerlo. Luego de seguirlo durante toda la mañana, lo alcanzan en el aeropuerto, en donde se encuentran a Elton John. Al verlo, piensan que Apu lo había contratado para que realice un concierto privado para él y Manjula (aunque en realidad, el avión se había detenido en Springfield por accidente). Sin embargo, el verdadero plan de Apu era que un aviador escribiese con humo de avión la frase "I ♥ U MANJULA" (Te amo Manjula) en el cielo. Cuando Homer descubre lo que Apu planeaba hacer, salta al avión y trata de detener la escritura peleándose con el aviador. Homer comienza a destruir el tubo de humo, cuando ya había sido escrita una parte del mensaje: I ♥ U. Luego, el tubo explota, y el humo se deshace en una forma que cada mujer de Springfield ve distinta, y piensan que el mensaje había sido escrito para ellas, hasta "I * U". Sin embargo, la única mujer que no había pensado que el mensaje era suyo era Marge. En ese momento, el avión pierde el control y Homer pasa por un campo de rosas, llenándose de ellas. Luego, es despedido hacia el patio de su casa, y las rosas caen a los pies de Marge. Ella queda gratamente sorprendida y, aunque Homer tenía perforado un pulmón, la besa. 
Finalmente, Elton John da un recital privado para Apu y Manjula en la terraza del minisupermercado, salvando así su matrimonio.